# Sommet des Nations unies sur le développement durable 2015
Le Sommet des Nations unies sur le développement durable 2015 a eu lieu du 25 au 27 septembre 2015 au Siège des Nations unies à New York aux États-Unis. Il marquait la fin de la mise en œuvre des objectifs du millénaire pour le développement et l'adoption du Programme de développement à l'horizon 2030 mettant en œuvre les objectifs de développement durable. Plus de 193 chefs d’États et de gouvernements ont participé au Sommet, dont le pape François, Barack Obama (États-Unis) et Angela Merkel (Allemagne). Convoquée par la 70e Assemblée générale des Nations unies, il a permis d'adopter le cadre universel en faveur du développement durable pour la période 2015-2030.

## Sommet

### Le programme de développement durable à l’horizon 2030
Le Programme de développement durable se définit comme étant un plan d’action pour l’humanité, la planète et la prospérité. Il vise aussi à renforcer les efforts de paix partout dans le monde dans le cadre d’une liberté plus grande. Identifiant que l’élimination de la pauvreté sous toutes ses formes et dans toutes ses dimensions, y compris l’extrême pauvreté, comme condition indispensable au développement durable et constituant le plus grand défi auquel l’humanité doit faire face.
Il s’enregistre dans la continuité de la réalisation des objectifs du millénaire. Pour cela il se décline en 17 objectifs de développement durable et 169 cibles qui témoignent de l’ampleur de ce nouveau Programme universel et montrent à quel point il est ambitieux comme par exemple la réaliser les droits de l’homme pour tous, l’égalité des sexes et l’autonomisation des femmes et des filles,.
Les objectifs de développement durable et les cibles guideront l’action à mener au cours des 15 prochaines années dans des domaines qui sont d’une importance cruciale pour l’humanité et la planète. 

### Objectifs 2015-2030
Les 17 objectifs de développement durable à réaliser pour le programme de développement durable à l'horizon 2030 convenus par toutes les parties présentes lors du Sommet sont les suivantes : 
- Objectif 1 : Éliminer la pauvreté sous toutes ses formes et partout dans le monde
- Objectif 2 : Éliminer la faim, assurer la sécurité alimentaire, améliorer la nutrition et promouvoir l’agriculture durable
- Objectif 3 : Permettre à tous de vivre en bonne santé et promouvoir le bien-être de tous à tout âge
- Objectif 4 : Assurer à tous une éducation équitable, inclusive et de qualité et des possibilités d’apprentissage tout au long de la vie
- Objectif 5 : Parvenir à l’égalité des sexes et autonomiser toutes les femmes et les filles
- Objectif 6 : Garantir l’accès de tous à des services d’alimentation en eau et d’assainissement gérés de façon durable
- Objectif 7: : Garantir l’accès de tous à des services énergétiques fiables, durables et modernes, à un coût abordable
- Objectif 8 : Promouvoir une croissance économique soutenue, partagée et durable, le plein emploi productif et un travail décent pour tous
- Objectif 9 : Bâtir une infrastructure résiliente, promouvoir une industrialisation durable qui profite à tous et encourager l’innovation
- Objectif 10 : Réduire les inégalités dans les pays et d’un pays à l’autre
- Objectif 11 : Faire en sorte que les villes et les établissements humains soient ouverts à tous, sûrs, résilients et durables
- Objectif 12 : Établir des modes de consommation et de production durables
- Objectif 13 : Prendre d’urgence des mesures pour lutter contre les changements climatiques et leurs répercussions
- Objectif 14 : Conserver et exploiter de manière durable les océans, les mers et les ressources marines aux fins du développement durable
- Objectif 15 : Préserver et restaurer les écosystèmes terrestres, en veillant à les exploiter de façon durable, gérer durablement les forêts, lutter contre la désertification, enrayer et inverser le processus de dégradation des terres et mettre fin à l’appauvrissement de la biodiversité
- Objectif 16 : Promouvoir l’avènement de sociétés pacifiques et inclusives aux fins du développement durable, assurer l’accès de tous à la justice et mettre en place, à tous les niveaux, des institutions efficaces, responsables et ouvertes à tous
- Objectif 17 : Renforcer les moyens de mettre en œuvre le Partenariat mondial pour le développement durable et le revitaliser[4],[3]